# Kolejarz Stróże
KS Kolejarz Stróże  (vollständig Klub Sportowy Kolejarz Stróże) ist ein polnischer Fußballklub aus Stróże, Landgemeinde Grybów (deutsch: Grünberg) in der Woiwodschaft Kleinpolen.

## Geschichte
Der am 2. August 1949 unter dem Namen Terenowe Koło Sportowe Kolejarz  gegründete Verein schaffte zwischen 2003 und 2010 den Aufstieg von der fünftklassigen Bezirksliga (poln.: Klasa okręgowa) Nowy Sącz in die zweitklassige 1. Liga.
Kolejarz erhielt keine Lizenz für die Saison 2014/15. Der Verein verzichtete auf den Start in der 2. Liga und trat in der siebtklassigen Klasa A, Gruppe Nowy Sącz an. Seit 2019 spielt Kolejarz in der sechstklassigen Liga okręgowa.

## Bekannte Spieler
- Grzegorz Piechna, 2009 bei Kolejarz
- Dawid Szufryn